# Antheraea roylei
Antheraea roylei är en fjärilsart som beskrevs av Moore 1858. Antheraea roylei ingår i släktet Antheraea och familjen påfågelsspinnare. Inga underarter finns listade i Catalogue of Life.